# Патриция Реджани
Патрѝция Реджàни Мартинèли (на италиански: Patrizia Reggiani Martinelli), по мъж Гучи (Gucci; * 2 декември 1948, Виньола, Италия), е италианска криминална и светска личност.
Наричана от италианската преса Черната вдовица, тя излиза на преден план в криминалните новини, тъй като е подбудителка на убийството на предприемача и бившия си съпруг Маурицио Гучи, за което е осъдена на 26 години затвор. Освободена е през октомври 2016 г. за добро поведение, след като излежава 18 години.

## Биография

### Детство и брак с Маурицио Гучи
Патриция Реджани Мартинели е със скромен произход и не познава лично биологичния си баща. Майка ѝ Силвана Барбиери се жени за заможния предприемач Фердинандо Реджани, който по-късно я осиновява. 
През 1970 г. среща Маурицио Гучи на парти. След като започват да се срещат, двамата решават да се преместят в Ню Йорк и да сключат брак през 1972 г. От брака им се раждат две дъщери: Алесандра (1976) и Алегра (1981). Бащата на Маурицио Гучи, Родолфо, не одобрява брака им от самото начало, тъй като счита Патриция за жена, която мисли само за пари. Впоследствие той им подарява луксозен мезонет в Олимпийската кула в Ню Йорк. Патриция става активна в социалните кръгове в града, редовно се появява на партита и модни събития и става приятелка с Жаклин Кенеди Онасис.

### Раздяла и развод
През 1982 г. Реджани и Гучи се завръщат в Милано. През 1985 г., след 13 години брак, те се разделят, след като съпругът ѝ решава да започне връзка с пет години по-млада жена, използвайки командировка до Флоренция като претекст да напусне семейството. Въпросната жена е Паола Франки, негова приятелка от детството, което предизвиква дълбока ревност у Реджани. Двамата се развеждат официално през 1994 г., след като Гучи се съгласява да плаща на бившата си съпруга годишна издръжка от 1,5 млн. долара. След развода вече не ѝ е позволено да използва фамилното име на бившия ѝ съпруг, но тя продължава да го използва, като казва, че „се чувства повече Гучи от всички останали“.

### Убийството на Гучи
На 27 март 1995 г. около 8:30 сутринта Маурицио Гучи се насочва към офиса на новата си компания на ул. „Палестро“ в Милано, когато е поразен на прага на портиерната от няколко изстрела от мъж, пристигнал, след като бизнесменът е пресякъл улицата. Улучен е четири пъти: два в гърба, един в седалището и един в лявото слепоочие; този последен удар се оказва фатален за него. Джузепе Онорато, портиерът на сградата, който напразно се опитва да му помогне, също е ранен при засадата.
Почти две години след убийството, на 31 януари 1997 г., след серия от подслушвания, властите на Криминалопол арестуват Патриция Реджани с обвинението, че е наела наемен убиец да убие бившия ѝ съпруг. Аферата има силен медиен отзвук в италианската преса, която я преименува на Черната вдовица. Според полицейските доклади мотивът за убийството е смесица от ревност и негодувание към него, като също така се твърди, че тя иска абсолютен контрол върху имението на Гучи и че иска да попречи на бившия си съпруг да се ожени за новата му партньорка Паола Франки. Предстоящият брак също би намалил издръжката ѝ наполовина до 860 хил. долара годишно. 
Убиецът Бенедето Черауло, силно задлъжнял собственик на пицария, е разкрит като материален извършител на престъплението чрез Джузепина Ауриема, екстрасенска от висшето общество и близка приятелка на Реджани, която действа като посредник. По време на фазите на разследването и Реджани, и Черауло напълно отричат участието си в аферата въпреки всички доказателства за подслушването.
През 1998 г. Реджани е официално призната за подбудителка на убийството на Маурицио Гучи и е осъдена на 29 години затвор, докато Черауло и Ауриема са осъдени съответно на доживотен затвор и 25 години за съучастие. 
През 2000 г. Патриция се опитва да се самоубие с обесване на чаршаф, но е открита от надзирателите. През 2000 г., след първоначално потвърждаване на присъдата ѝ, Алелативният съд в Милано я намалява на 26 години. През 2005 г., въпреки правилата срещу домашните любимци в затвора, правният екип на Патриция убеждава затвора да позволи на нейния домашен пор да живее с нея. През 2011 г. ѝ е предложена работа в замяна на изпитателен срок, но тя отказва с думите: „Никога през живота си не съм работила и със сигурност няма да започна сега“. През май 2014 г. Реджани е поверена на социалните служби. През октомври 2016 г., след излежаване на 18-годишна присъда, тя е освободена за добро поведение.

## Личен живот
Към 2022 г. Реджани има трима внуци от дъщерите си Алесандра и Алегра. Алесандра Гучи има един син от съпруга си и тримата живеят в Швейцария. Алегра Гучи се омъжва за Енрико Барбиери в Сейнт Мориц, Швейцария, на гражданска церемония на 24 ноември 2011 г. и след това на религиозна церемония на 20 декември 2011 г. Двойката има две малки деца.
През 2022 г. по-малката ѝ дъщеря Алегра издава книгата си „Край на игрите“ (на италиански: Fine del Giochi ), в която говори за последиците от убийството на баща ѝ и осъждането на майка ѝ.

## В популярната култура
- Реджани участва в италианските телевизионни програми Storie maledette и Quarto grado заедно с гледачката Пина Ауриема. Двете дават интервюта в различни епизоди.
- През 2021 г. цялата история и нейните герои са разказани във филма на Ридли Скот „Домът на Гучи“, базиран на едноименната книга на Сара Гей Фордън, където в ролите на Гучи и Реджани са съответно Адам Драйвър и Лейди Гага.[10]
- Също през 2021 г. тя взима участие като интервюирана в документалния филм „Лейди Гучи: историята на Патриция Реджани“ (Lady Gucci: la storia di Patrizia Reggiani), излъчен по италианския телевизионен канал Nove на 16 декември същата година. През март 2021 г. Реджани хвали кастинга на Лейди Гага във филма, признавайки, че тя прилича на нея, но също така проявява раздразнение, че тя не се срещнала с нея, преди да приеме ролята.[11][12] Лейди Гага заявява в интервюта, че няма интерес да се „съгласява“ с Реджани. Но нейното сърце „е с дъщерите ѝ... Изпитвам дълбока загриженост, че това трябва да е много болезнено за тях.“[13]